# Hannescamps Churchyard
Hannescamps Churchyard is een begraafplaats gelegen in de Franse plaats Hannescamps (Pas-de-Calais). De militaire graven worden onderhouden door de Commonwealth War Graves Commission.
De begraafplaats telt 21 geïdentificeerde Gemenebest graven uit de Eerste Wereldoorlog.